# 軽部潤子
軽部 潤子（かるべ じゅんこ）は、日本の女性漫画家。
1984年、『mimi』（講談社）でデビュー。同誌や『Kiss』（講談社）に作品を掲載。1994年、聴覚障害者の女性が家族と支えあいながら成長する様子を描いた『君の手がささやいている』で、第18回講談社漫画賞少女部門を受賞。代表作は『君の手がささやいている』『青空クリニック』。

## 主な作品
- 恋の時間です - 単行本全1巻（1988年、mimi、講談社）
- 聡子一身上の都合 - 単行本全1巻（1990年、mimi、講談社）
- 加代子さんが行く - 単行本全1巻（1991 - 1992年、mimi、講談社）
- 君の手がささやいている（1992年 - 1996年、mimi、講談社）

単行本全10巻（1993年 - 1997年、講談社）、文庫本全5巻（2000年 、講談社）。1997年にテレビドラマ化。
- ケイ先生の通信簿 - 単行本全2巻（1996年、講談社）
- 新･君の手がささやいている - 単行本全13巻（1997年 - 2001年、講談社）
- 君の手がささやいている -最終章- - 単行本全3巻（2001年 - 2002年、講談社）
- 青空クリニック - 単行本全8巻（2003年 - 2005年、講談社）。2004年、『女医・優〜青空クリニック〜』としてテレビドラマ化。
- れんと。（2006年 - 2008年、Kiss、講談社） - 単行本全3巻（2006年 - 2008年、講談社）
- ナチュラル（2009年 -、Kiss、講談社）